# Starszy szeregowy specjalista
Starszy szeregowy specjalista – od 2022 najwyższy stopień w korpusie szeregowych w Wojsku Polskim.  Niższym stopniem jest starszy szeregowy, a wyższym kapral. Równorzędnym stopniem  w Marynarce Wojennej jest stopień starszy marynarz specjalista.